# Liste der belletristischen Buchtitel auf der Spiegel-Bestsellerliste 2023
Die Liste der Buchtitel Belletristik auf der Spiegel-Bestsellerliste 2023 enthält alle 152 literarischen Werke, welche sich im Kalenderjahr als Hardcover Ausgaben auf der wöchentlich erscheinen, 20 Positionen umfassenden Bestsellerliste platziert hatten.
Mit 51 Wochen konnte sich das Buch Eine Frage der Chemie über eine Chemikerin und Kochsendungsmoderatorin in den 1960er-Jahren in den USA von Bonnie Garmus das ganze Jahr auf der Liste platzieren. Robert Seethaler war mit seinem Roman über ein Cafe in den 1960er-Jahren in Wien 34 Wochen auf der Liste finden. 32 Wochen schafften es Martin Suter mit seinem Roman über mysteriöse Entdeckungen im Leben eines alten Schweizer Politikers, als auch Ewald Arenz über eine Liebesbeziehung in nicht mehr ganz so jungen Jahren, auf die Spiegelliste. Um die Liebe in den mittleren Jahren aber auch gesellschaftlichen Fragen geht es in dem Roman von Juli Zeh und Simon Urban, welcher sich 31 Wochen platzierte. Der Erstlingsroman von Caroline Wahl über eine junge Frau in einer sozial schwierigen Familiensituation war 30 Wochen im Jahr 2023 auf der Liste zu finden.
Mit 14 Buchtiteln konnte die dtv Verlagsgesellschaft die meisten Bücher auf der Liste platzieren. 8 Buchtitel steuerte der Heyne Verlag bei, während Diogenes, Lübbe, Ullstein, Kiepenheuer & Witsch sowie der S. Fischer Verlag mit jeweils 7 Titeln vertreten sind.
| Autor                                    | Titel | Anzahl Nr. 1 Platzierungen |
| ---------------------------------------- | --- | -------------------------- |
| Susanne Abel                             | Stay away from Gretchen                                                                                         |                            |
| Isabel Allende                           | Violeta |                            |
| Adriana Altaras                          | Besser allein als in schlechter Gesellschaft : meine eigensinnige Tante                                         |                            |
| Ewald Arenz                              | Die Liebe an miesen Tagen                                                                                       | 1                          |
| Paul Auster                              | Baumgartner |                            |
| David Baldacci                           | Finstere Lügen                                                                                                  |                            |
| Anna Benning                             | Dark Sigils – Wie die Dunkelheit befiehlt : Band 2                                                              |                            |
| Anne Berest                              | Die Postkarte                                                                                                   |                            |
| Renate Bergmann                          | Das ist ja wohl die Krönung!                                                                                    |                            |
| Maxim Biller                             | Mama Odessa |                            |
| Holly Black                              | ELFENERBE - Der gestohlene Thron                                                                                |                            |
| Mechtild Borrmann                        | Feldpost |                            |
| T. C. Boyle                              | Blue Skies |                            |
| Andrea Camilleri                         | Die Botschaft der verborgenen Bilder                                                                            |                            |
| Lee Child Andrew Child                   | Der Sündenbock                                                                                                  |                            |
| Tom Clancy                               | Tödliche Allianz                                                                                                |                            |
| Cassandra Clare                          | Chain of Thorns : Die Letzten Stunden 3                                                                         |                            |
| Cassandra Clare                          | Sword Catcher - Die Chroniken von Castellan                                                                     |                            |
| Giuliano da Empoli                       | Der Magier im Kreml                                                                                             |                            |
| Kim de l’Horizon                         | Blutbuch |                            |
| Virginie Despentes                       | Liebes Arschloch                                                                                                |                            |
| Joël Dicker                              | Die Affäre Alaska Sanders                                                                                       |                            |
| Julia Dippel                             | Die Sonnenfeuer-Ballade 1: A Song to Raise a Storm: Düster-romantisches Fantasy-Epos (1)                        |                            |
| Sabine Ebert                             | Der Silberbaum. Die siebente Tugend                                                                             |                            |
| Eva Eich                                 | Escape Room : Patient 13                                                                                        |                            |
| Marc Elsberg                             | °C – Celsius |                            |
| Bret Easton Ellis                        | The Shards |                            |
| Annie Ernaux                             | Der junge Mann                                                                                                  |                            |
| Andreas Eschbach                         | Der schlauste Mensch der Welt                                                                                   |                            |
| Joy Fielding                             | Die Haushälterin                                                                                                |                            |
| Elena Fischer                            | Paradise Garden                                                                                                 |                            |
| Sebastian Fitzek                         | Die Einladung                                                                                                   | 6                          |
| Sebastian Fitzek                         | Mimik | 2                          |
| Romy Fölck                               | Düstergrab |                            |
| Ken Follett                              | Die Waffen des Lichts                                                                                           | 2                          |
| Susanne Fröhlich                         | Getraut |                            |
| Cornelia Funke                           | Tintenwelt 4. Die Farbe der Rache                                                                               | 3                          |
| Robert Galbraith                         | Das strömende Grab                                                                                              |                            |
| Bonnie Garmus                            | Eine Frage der Chemie                                                                                           |                            |
| Arno Geiger                              | Das glückliche Geheimnis                                                                                        |                            |
| Nina George                              | Das Bücherschiff des Monsieur Perdu                                                                             |                            |
| Kerstin Gier                             | Vergissmeinnicht - Was bisher verloren war                                                                      | 3                          |
| Kerstin Gier                             | Vergissmeinnicht - Was man bei Licht nicht sehen kann                                                           |                            |
| Daniel Glattauer                         | Die spürst du nicht                                                                                             |                            |
| Dmitry Glukhovsky                        | Geschichten aus der Heimat                                                                                      |                            |
| Charlotte Gneuß                          | Gittersee |                            |
| Dinçer Güçyeter                          | Unser Deutschlandmärchen                                                                                        |                            |
| Wolf Haas                                | Eigentum |                            |
| Dörte Hansen                             | Zur See | 1                          |
| Elke Heidenreich                         | Frau Dr. Moormann & ich                                                                                         |                            |
| Dora Heldt                               | Liebe oder Eierlikör – Fast eine Romanze                                                                        |                            |
| Carsten Henn                             | Die Butterbrotbriefe                                                                                            |                            |
| Christina Henry                          | Der Geisterbaum                                                                                                 |                            |
| Judith Hermann                           | Wir hätten uns alles gesagt                                                                                     |                            |
| Jana Hoch                                | The Ruby Circle (1). All unsere Geheimnisse                                                                     |                            |
| Colleen Hoover                           | It starts with us – Nur noch einmal und für immer                                                               |                            |
| Colleen Hoover                           | Too Late – Wenn Nein sagen zur tödlichen Gefahr wird                                                            |                            |
| Ralf Hoppe Dirk Roßmann                  | Das dritte Herz des Oktopus                                                                                     |                            |
| Michael Hjorth Hans Rosenfeldt           | Die Schuld, die man trägt: Ein Fall für Sebastian Bergman                                                       |                            |
| Sebastian Hotz                           | Mindset |                            |
| Bianca Iosivoni                          | Twisted Fate, Band 2: Wenn Liebe zerstört                                                                       |                            |
| Bianca Iosivoni                          | Twisted Fate, Band 1: Wenn Magie erwacht                                                                        |                            |
| John Irving                              | Der letzte Sessellift                                                                                           |                            |
| Tommy Jaud                               | Komm zu nix – Nix erledigt und trotzdem fertig                                                                  |                            |
| Tommy Jaud                               | Man müsste mal – Nix gemacht und trotzdem happy                                                                 |                            |
| Jonas Jonasson                           | Drei fast geniale Freunde auf dem Weg zum Ende der Welt                                                         |                            |
| Wladimir Kaminer                         | Frühstück am Rande der Apokalypse                                                                               |                            |
| Mona Kasten                              | Fallen Princess                                                                                                 |                            |
| Mona Kasten                              | Fragile Heart                                                                                                   |                            |
| Mona Kasten                              | Lonely Heart |                            |
| Daniel Kehlmann                          | Lichtspiel |                            |
| Lars Kepler                              | Spinnennetz |                            |
| Stephen King                             | Holly | 1                          |
| Marc-Uwe Kling Johanna Kling Luise Kling | Der Spurenfinder                                                                                                |                            |
| T. J. Klune                              | Aus Sternen und Staub                                                                                           |                            |
| Michael Kobr                             | Sonne über Gudhjem                                                                                              |                            |
| Michael Kobr Volker Klüpfel              | Die Unverbesserlichen – Der große Coup des Monsieur Lapiere                                                     |                            |
| Michael Kobr Volker Klüpfel              | Die Unverbesserlichen - Die Revanche des Monsieur Lipaire                                                       |                            |
| Karl Ove Knausgård                       | Die Wölfe aus dem Wald der Ewigkeit                                                                             |                            |
| Michael Köhlmeier                        | Frankie |                            |
| Robert F. Kuang                          | Babel |                            |
| Jarka Kubsova                            | Marschlande |                            |
| Ildikó von Kürthy                        | Eine halbe Ewigkeit                                                                                             |                            |
| Volker Kutscher                          | Transatlantik                                                                                                   |                            |
| Camilla Läckberg                         | Kuckuckskinder                                                                                                  |                            |
| Mariana Leky                             | Kummer aller Art                                                                                                |                            |
| Maxim Leo Jochen-Martin Gutsch           | Frankie |                            |
| Donna Leon                               | Wie die Saat, so die Ernte                                                                                      |                            |
| Judy I. Lin                              | A Magic Steeped in Poison - Was uns verwundbar macht                                                            |                            |
| Charlotte Link                           | Einsame Nacht                                                                                                   |                            |
| Maja Lunde                               | Der Traum von einem Baum                                                                                        |                            |
| Jörg Maurer                              | Kommissar Jennerwein darf nicht sterben                                                                         |                            |
| Anthony McCarten                         | Going Zero |                            |
| Karen M. McManus                         | One of us is back                                                                                               |                            |
| Walter Moers                             | Die Insel der Tausend Leuchttürme                                                                               | 2                          |
| Terézia Mora                             | Muna oder Die Hälfte des Lebens                                                                                 |                            |
| Jojo Moyes                               | Mein Leben in deinem                                                                                            | 1                          |
| Jo Nesbø                                 | Blutmond |                            |
| Jo Nesbø                                 | Das Nachthaus                                                                                                   |                            |
| Håkan Nesser                             | Ein Fremder klopft an deine Tür: Drei Fälle aus Maardam                                                         |                            |
| Nele Neuhaus                             | Monster | 1                          |
| Alyson Noël                              | Ruling infinity                                                                                                 |                            |
| Alyson Noël                              | Stealing infinity                                                                                               |                            |
| Philipp Oehmke                           | Schönwald |                            |
| Christopher Paolini                      | Murtagh - Eine dunkle Bedrohung: Das große neue Fantasyabenteuer in Eragons Welt.                               |                            |
| Nele Pollatschek                         | Kleine Probleme                                                                                                 |                            |
| Ursula Poznanski                         | Oracle |                            |
| Douglas Preston Lincoln Child            | Death - Das Kabinett des Dr. Leng: Ein neuer Fall für Special Agent Pendergast                                  |                            |
| Anne Rabe                                | Die Möglichkeit von Glück                                                                                       |                            |
| Shelley Read                             | So weit der Fluß uns trägt                                                                                      |                            |
| Lucinda Riley Harry Whittaker            | Atlas – Die Geschichte von Pa Salt                                                                              | 6                          |
| Nora Roberts                             | Im Schutz der Nacht                                                                                             |                            |
| Patrick Rothfuss                         | Der Weg der Wünsche                                                                                             |                            |
| Eugen Ruge                               | Pompeji oder Die fünf Reden des Jowna                                                                           |                            |
| Salman Rushdie                           | Victory City |                            |
| David Safier                             | Solange wir leben                                                                                               |                            |
| Ellen Sandberg                           | Keine Reue |                            |
| Elisabeth Sandmann                       | Porträt auf grüner Wandfarbe                                                                                    |                            |
| Tonio Schachinger                        | Echtzeitalter                                                                                                   |                            |
| Rafik Schami                             | Wenn du erzählst, erblüht die Wüste                                                                             |                            |
| Ferdinand von Schirach                   | Nachmittage |                            |
| Ferdinand von Schirach                   | Regen | 1                          |
| Bernhard Schlink                         | Das späte Leben                                                                                                 |                            |
| Julia Schoch                             | Das Liebespaar des Jahrhunderts                                                                                 |                            |
| Alena Schröder                           | Bei euch ist es immer so unheimlich still                                                                       |                            |
| Helga Schubert                           | Der heutige Tag : Ein Stundenbuch der Liebe                                                                     |                            |
| V. E. Schwab                             | Gallant : Im Garten der Schatten                                                                                |                            |
| Robert Seethaler                         | Das Café ohne Namen                                                                                             | 2                          |
| Clemens J. Setz                          | Monde vor der Landung                                                                                           |                            |
| Karin Slaughter                          | Die letzte Nacht                                                                                                |                            |
| Karin Smirnoff                           | Verderben |                            |
| Viveca Sten                              | Tief im Schatten: Der zweite Fall für Hanna Ahlander                                                            |                            |
| Heinz Strunk                             | Der gelbe Elefant                                                                                               |                            |
| Benjamin von Stuckrad-Barre              | Noch wach? | 2                          |
| Martin Suter                             | Melody | 4                          |
| Trude Teige                              | Als Großmutter im Regen tanzte                                                                                  |                            |
| Sabine Thiesler                          | Verschwunden |                            |
| Uwe Timm                                 | Alle meine Geister                                                                                              |                            |
| Simon Urban Juli Zeh                     | Zwischen Welten                                                                                                 | 6                          |
| Caroline Wahl                            | 22 Bahnen |                            |
| Martin Walker                            | Troubadour |                            |
| Jan Weiler                               | Älternzeit |                            |
| Don Winslow                              | City of Dreams                                                                                                  |                            |
| Klaus-Peter Wolf                         | Der Weihnachtsmannkiller                                                                                        |                            |
| Tracy Wolff                              | Charm |                            |
| Tracy Wolff                              | Court : Mitreißende Romantasy                                                                                   | 1                          |
| Marah Woolf                              | WiccaCreed : Rache & Feuer : Epische Vampire Witches Fantasy Romance                                            |                            |
| Marah Woolf                              | WiccaCreed : Schuld & Sünde: fantastische Fortsetzung der Romantasysaga                                         | 1                          |
| Marah Woolf                              | WiccaCreed : Zeichen & Omen: Mitreißende Romantasy - Der Auftaktband der neuen fantastischen Bestsellertrilogie |                            |
| Rebecca Yarros                           | Fourth Wing - Flammengeküsst                                                                                    | 5                          |
| Rebecca Yarros                           | Iron Flame – Flammengeküsst                                                                                     | 1                          |